# Qatabir (huyện)
Huyện Qatabir là một huyện thuộc tỉnh Sa`dah, Yemen. Đến thời điểm năm 2003, huyện này có dân số 22658 người